# چاپگرهای فلت بد

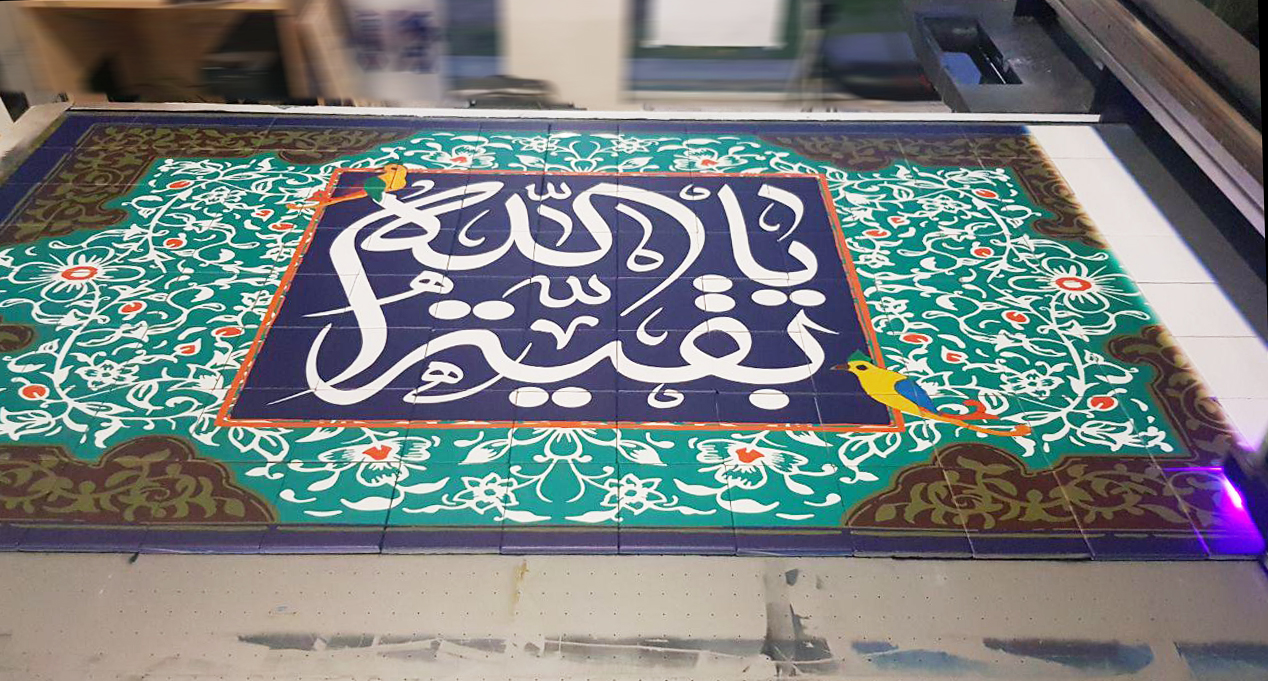
چاپ روی کاشی‌های کنار هم چیده شده با دستگاه فلت بد

چاپگرهای فلت بد یا چاپگرهای صفحه تخت (به انگلیسی: flatbed printer) به نوعی از چاپگر گفته می‌شود که یک صفحه ثابت مسطح دارند که هد چاپگر بر روی آن در دو جهت عرض و طول حرکت می‌کند و بر روی اجسامی که روی این صفحه قرار دارند چاپ انجام می‌دهد. به دلیل نوع طراحی این چاپگرها که چاپ کننده (هد چاپ) آزادانه بر روی صفحه حرکت می‌کند و قابلیت چاپ در ارتفاعات متفاوتی را دارد این چاپگرها قادرند بر روی طیف وسیعی از مواد مانند کاغذ، پلاستیک، پارچه، شیشه، سرامیک، فلز، چوب، شیشه و… چاپ انجام بدهند.
قابلیت تنظیم ارتفاع هد در این پرینترها باعث می‌شود که بتوان بر روی طیف وسیعی از ضخامت‌های مختلف نیز چاپ انجام داد (که البته هر پرینتر محدودیت‌ها خاص خود را دارد).

## جوهر چاپگر فلت بد
چاپگرهای دیجیتالی صفحه تخت از جوهرهایی که با اشعه فرابنفش سازگار باشند استفاده می‌کنند که بر خلاف رنگ‌های دیگر در اثر تابش اشعه یو وی دچار تصعید نمی‌شوند و از بین نمی‌روند. مزیت استفاده از این جوهرها این است که یک لامپ UV بلافاصله پس از چاپ جوهر را خشک می‌کند و به جوهر استحکام می‌بخشد و این فرایند باعث می‌شود که چاپ روی چوب، چاپ روی بوم، چاپ روی کاشی، چاپ روی پلکسی حتی چاپ روی شیشه و… امکان‌پذیر باشد.

## دستگاه چاپ فلت بد
تبلیغات محیطی پس از تلویزیون و اینترنت سومین رسانه بزرگ دنیا برای معرفی برند ها به شمار می ایند. دستگاه چاپ فلت بد توانایی چاپ بر روی مواد مختلف را دارد. هدف اصلی استفاده از این دستگاه , چاپ بر روی مواد سخت است  اما با پیشرفت تکنولوژی و با استفاده از جوهر های سالونت و اکوسالونت , امکان چاپ بر روی مواد غیر منعطف رانیز دارند. پلاستیک سنگ چوب  شیشه چرم وینیل و بنر موادی هستند که دستگاه چاپ فلت بد میتواند روی آنها چاپ کند. دستگاه چاپ فلت بد بوسیله کامپیوتر کنترل میشود. اپراتور در ابتدای کار طرح تبلیغاتی خود را به دستگاه میدهد و منتظر چاپ آن می ماند. دستگاه چاپ فلت بد از لامپ UV برای خشک کردن جوهر استفاده میکند و همین امر باعث میشود جوهر چاپ به سرعت خشک شده و دستگاه نیز با سرعت بیشتر و کیفیت بهتری به کار خود ادامه دهد.

## هد دستگاه

### رنگ‌ها
هد دستگاه چاپ فلت علاوه بر 3 رنگ اصلی رنگ‌های اضافی نیز برای بهبود کیفیت چاپ دارد. همان رنگ‌های اصلی هستند با روشنایی بالاتر. علاوه بر این دستگاه چاپ صفحه تخت به رنگ سفید هم مجهز می‌باشد و همین ویژگی مزیت چاپ موضعی را به این دستگاه‌ها اضافه کرده‌است. هد رنگ سفید کمی جلوتر از بقیه هدها قرار گرفته تا قبل از چاپ شدن رنگ‌های دیگر رنگ سفید چاپ شود.

### تنظیم ارتفاع
از آنجا که علت وجود دستگاه چاپ صفحه تخت چاپ بر روی اجسام است و یکی از مشخصه‌های اجسام تخت ارتفاع آنها می‌باشد طبیعی است که قابلیت تنظیم ارتفاع سطح چاپ وجود داشته باشد. دستگاه چاپ فلت بد به صورت خودکار و دستی قابلیت تنظیم ارتفاع سطح چاپ را داراست. البته در دستگاه‌های مختلف محدودیت‌های متفاوتی برای این ویژگی وجود دارد.